# شهرستان مای
شهرستان مای (قزاقی: Май ауданы، ماي اۋدانى) یکی از شهرستان‌های استان پاولودار در کشور قزاقستان است. این شهرستان ۱۱۷۸۷ نفر جمعیت دارد.